# کمال‌گرایی (فلسفه)
در فلسفهٔ اخلاق و نظریهٔ ارزش کمال‌گرایی، پایداریِ اراده در به دست آوردنِ کیفیتِ مطلوبِ موجودیتِ معنوی، ذهنی، فیزیکی و مادی است. فیلسوف نو-ارسطوگرا توماس هورکا کمال‌گرایی را به این ترتیب توصیف می‌کند:
 این نظریهٔ اخلاقی، از توصف یک زندگی خوب یا زندگی مطلوب آغاز می‌شود و زندگی در این دنیا را به روش متمایزی توصیف می‌کند. و می‌گوید، خصوصیات مشخصی، طبیعت بشری را تشکیل می‌دهند یا به عبارتی تعیین کنندهٔ انسانیت هستند - چیزهایی که انسان را انسان می‌کنند. این نظریه سپس می‌گوید، زندگی خوب این ویژگی‌ها را تا حد زیادی توسعه می‌دهد یا به عبارتی، به آنچه که در طبیعت بشر نقش محوری دارد، جامهٔ عمل می‌پوشاند. نسخه‌های مختلف نظریه، ممکن است در مورد اینکه کدام خصوصات به نظریه ارتباط دارند، با هم هم‌نظر نباشند و بنابراین در مورد محتوای زندگی خوب نیز مخالف هم باشند. اما همهٔ آنها در این ایدهٔ پایه مشترک هستد که در نهایت، توسعه طبیعت بشر، خوب است.
فرد کمال‌گرا، لزوماً اعتقاد ندارد که یک فرد، می‌تواند زندگی یا وضعیتِ زندگیِ بی‌نقص را به دست آورد. در عوض، یک کمال‌گرا، در به دست آوردن بهترین زندگیِ ممکن یا بهترین شرایطِ زندگی، ثابت قدم و با پشتکار است.

## تاریخچه
کمال‌گرایی، به عنوان یک نظریه اخلاقی، دارای یک تاریخچهٔ طولانی است و توسط فیلسوفان تأثیرگذار، مورد توجه قرار گرفته‌است. ارسطو تصور خود از زندگی خوب (اودایمونیا) را بیان کرده‌است. آموزه‌های او می‌گویند، که سیاست و ساختارهای سیاسی باید زندگی خوب را در میان افراد، ارتقا دهند؛ از آنجا که پولیس (شهر) می‌تواند به بهترین نحو، زندگیِ خوب را پیشرفت دهد، باید به‌کارگیری آن نسبت به سایر اشکال ساختار اجتماعی ترجیح داده شود.
فیلسوف معاصر، استنلی کاول، به ایدهٔ کمال‌گرایی اخلاقی، به عنوان ایده‌ای می‌پردازد که بر اساس آن، یک خودِ دست‌نیافته اما قابل دستیابی وجود دارد که فرد باید تلاش کند تا به آن برسد. کمال‌گرایانِ اخلاقی، معتقدند که سؤالات باستانی‌ای مانند "آیا من همانطوری زندگی می‌کنم که قرار بوده زندگی کنم؟" همهٔ تفاوت‌ها را در جهان ایجاد می‌کنند و تعهدی را توصیف می‌کنند که ما باید نسبت به راه‌هایی که به نظر محال می‌آید که مورد نیاز باشند، ولی در واقع مورد نیازند، داشته باشیم. ما چنین تعهدی را داریم، چون‌که تنها با در ذهن نگه داشتن چنان ایده‌های "غیر ممکن" است که یک شخص می‌تواند برای رسیدن به "خویشتنِ دست نیافته، ولی قابل دستیابی" تلاش کند.
استنلی کاول، از رالف والدو امرسون، فریدریش نیچه و جان استوارت میل به عنوان سرمشق‌های این دیدگاه استفاده می‌کند و همچنین رگه‌هایی از آن را در روسو و کانت نیز شناسایی می‌کند. هیلاری پاتنم نیز این ایده را تأیید کرده و آن را به مارتین بوبر، امانوئل لویناس و فرانتس رزنتسوایگ نسبت داده‌است.

## شادی
کمال، به معنای چیزی بیشتر، یا چیزی متفاوت با شادی یا لذت است و کمال‌گرایی با فایده‌گرایی در تمام اشکال آن متفاوت است. جامعه‌ای که به اصول کمال‌گرایی متوسل می‌شود، نمی‌تواند شهروندانی شاد در خود ایجاد کند - در واقع موضوع برعکس است. کانت چنین جامعه‌ای را به مثابه یک جامعهٔ قیم مآبِ دولتی در نظر گرفته که به نفع یک حکومت «وطن پرست»، لزوم وجود آن را انکار می‌کند. (imperium non paternale, sed patrioticum). به نظر وی، در حالی که فرد، مسئولِ گذراندنِ یک زندگیِ با فضیلت است، دولت باید به تنظیم همزیستی انسان‌ها محدود شود.
آلفرد ناکی در این‌باره نوشته:

نقش واقعیِ وجودِ جمعی … یادگیری، کشف، و شناختن است. خوردن، نوشیدن، خوابیدن و زندگی کردن، در یک کلمه، ملزوماتِ فرعیِ محض هستند. در این موارد، ما با حیوانات متفاوت نیستیم. دانش، هدف است. اگر من مجبور شوم که بین بشریتی که از لحاظ مادی خوشحال است و مانند گلهٔ گوسفندان در چراگاه به خوردن مشغول است، و بشریتی که در بدبختی به سر می‌برد، ولی اینجا و آنجا برخی از حقایق ابدی در آن به نوعی تجلی یافته‌است، انتخابی کنم، انتخاب من جامعهٔ دوم خواهد بود.

لازم است ذکر شود که هیچ معیار جهان‌شمولی از کمال وجود ندارد. افراد و فرهنگ‌ها، ارزش‌هایی را انتخاب می‌کنند که برای آن‌ها، نمایندهٔ ایدهٔ کمال باشد. به عنوان مثال، یک فرد ممکن است تحصیلات عالی را به عنوان کمال برتر ببیند، در حالی که برای دیگری، رسیدن به کمال برتر از راه تلاش برای هرچه زیباتر شدن باشد.

## ترابشریت
فیلسوف معاصر مارک اَلِن واکِر استدلال می‌کند که کمال‌گرایی اخلاقی، ضرورتِ اخلاقیِ پشت ترابشریت هست یا باید باشد.